# Michal Wiezik
Michal Wiezik, né le 14 juin 1979 à Martin, est un homme politique slovaque. Il est député européen depuis 2019. 

## Biographie
Il est élu député européen en mai 2019.
Initialement membre du parti Ensemble-Démocratie civique (SPOLU), il faisait partie du groupe PPE, mais a changé de parti politique national en décembre 2021 en intégrant Slovaquie progressiste. Il rejoint ainsi le groupe Renew Europe.